# Socors Blanc
El Socors Blanc (en castellà: Socorro Blanco) va ser una organització creada a principis de 1933 per la Secció Femenina de la Comunió Tradicionalista (les anomenades Margarides). Va estar dirigida per María Rosa Urraca Pastor i el seu objectiu era proporcionar suport i assistència a partidaris del tradicionalisme, així com a d'altres catòlics que estiguessin necessitats o perseguits per causa de les seves idees. Els fons del Socors procedien de segells de cotització i aportacions extraordinàries per part de la militància del moviment. El nom va ser escollit en contraposició al Socors Roig dels comunistes.

El 4 de març de 1933 el periòdic El Siglo Futuro, òrgan oficiós del tradicionalisme, descrivia així la raó de ser l'organització:
| « | El Socors Blanc. Així s'anomena el Socors que per a auxiliar les persones necessitades, víctimes del seu propi valor i heroisme, i que pateixen les conseqüències d'una persecució cruel i sectària, a conseqüència de la qual han perdut les seves carreres i els seus béns, ha organitzat la Secció Femenina Tradicionalista amb la cooperació de la Joventut. | » |

Els membres de l'organització realitzaren obres de caritat, atengueren menjadors socials, organitzaren actes públics en defensa dels seus ideals i ajudaren presos per la defensa de la causa carlista.
Després de la victòria dels partits d'esquerra en les eleccions de febrer de 1936 i en el context de la repressió política soferta pels partidaris del carlisme, els dirigents de la Comunió Tradicionalista farien crides als seus afiliats perquè col·laboressin econòmicament amb el Socors Blanc, per tal d'ajudar les famílies dels tradicionalistes empresonats o que es trobaven sense feina o en circumstàncies anàlogues.
Durant la Guerra Civil Espanyola, el Socors Blanc va actuar de cinquena columna a la zona republicana, per la qual cosa els seus membres van ser perseguits. Segons Antonio Ramírez Navarro, «els seus integrants recaptaven diners per als emboscats i aconseguien alliberar presos mitjançant el suborn d'alguns dirigents republicans. Comptaven amb persones de confiança entre els funcionaris de presons i difonien els comunicats de guerra de la zona nacional». Alguns dels seus membres van ser assassinats pel bàndol republicà durant la Guerra Civil, com la figuerenca Sara Jordà.